# Vezin
Pour les articles homonymes, voir Vezin (homonymie).
Vezin (en wallon Bjin) est un village des hauteurs de Meuse (rive gauche) entre Namur et la ville d'Andenne dont il fait administrativement partie, dans la province de Namur (Région wallonne de Belgique). C'était une commune à part entière avant la fusion des communes de 1977.

## Toponymie
Le nom du village est issu du gallo-roman VICINIU qui a donné également « voisin », mais dont le sens premier était « village, hameau », d'où « voisinage »,. Il s'agit d'un dérivé du mot latin vicus « village ».

## Géographie
Vezin s'étend des rochers de Sclaigneaux, en bord de Meuse, à la route de Hannut, en Hesbaye, cette localité enjambe aussi le point culminant de la Moyenne Belgique (220 mètres).

## Évolution démographique
- Source: DGS, 1831 à 1970=recensements population, 1976= habitants au 31 décembre

## Patrimoine et culture

### Patrimoine de Vezin
- Le château-ferme de Houssoy et la tour carrée : plus haut dans le village, le château-ferme de Houssoy est ensemble clôturé en grès ferrugineux, construit au XVIIe siècle[3] on y célébrait une franche foire afin de récolter des fonds pour sauver et rénover le donjon.
- Eglise Saint-Martin. Construite en style moderniste en 1980 en remplacement de celle de 1866[4].
- Château de Melroy : le château est une ravissante demeure datant du XVIIIe siècle[5]. Propriété appartenant depuis l'origine aux comtes de Gourcy-Serainchamps (ou Serinchamps).
- Ferme de Sclairmont. Signalée comme propriété de Colart Godart au début du XVIIe siècle[6].
- Eglise Saint-Pierre de Ville-en-Waret. Construite en 1861 en style néo-classique[6].

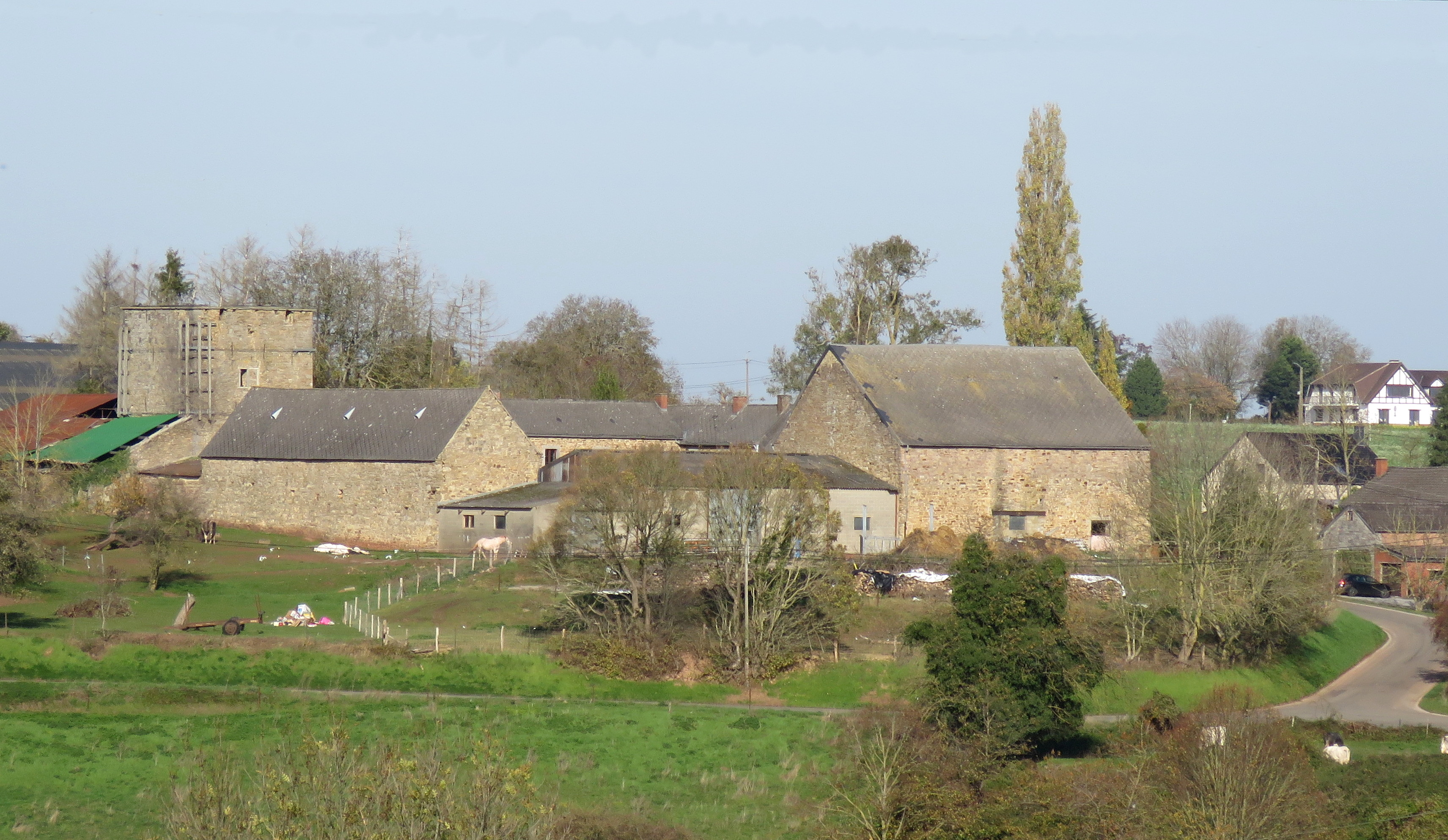
Ferme de Houssoy avec donjon.
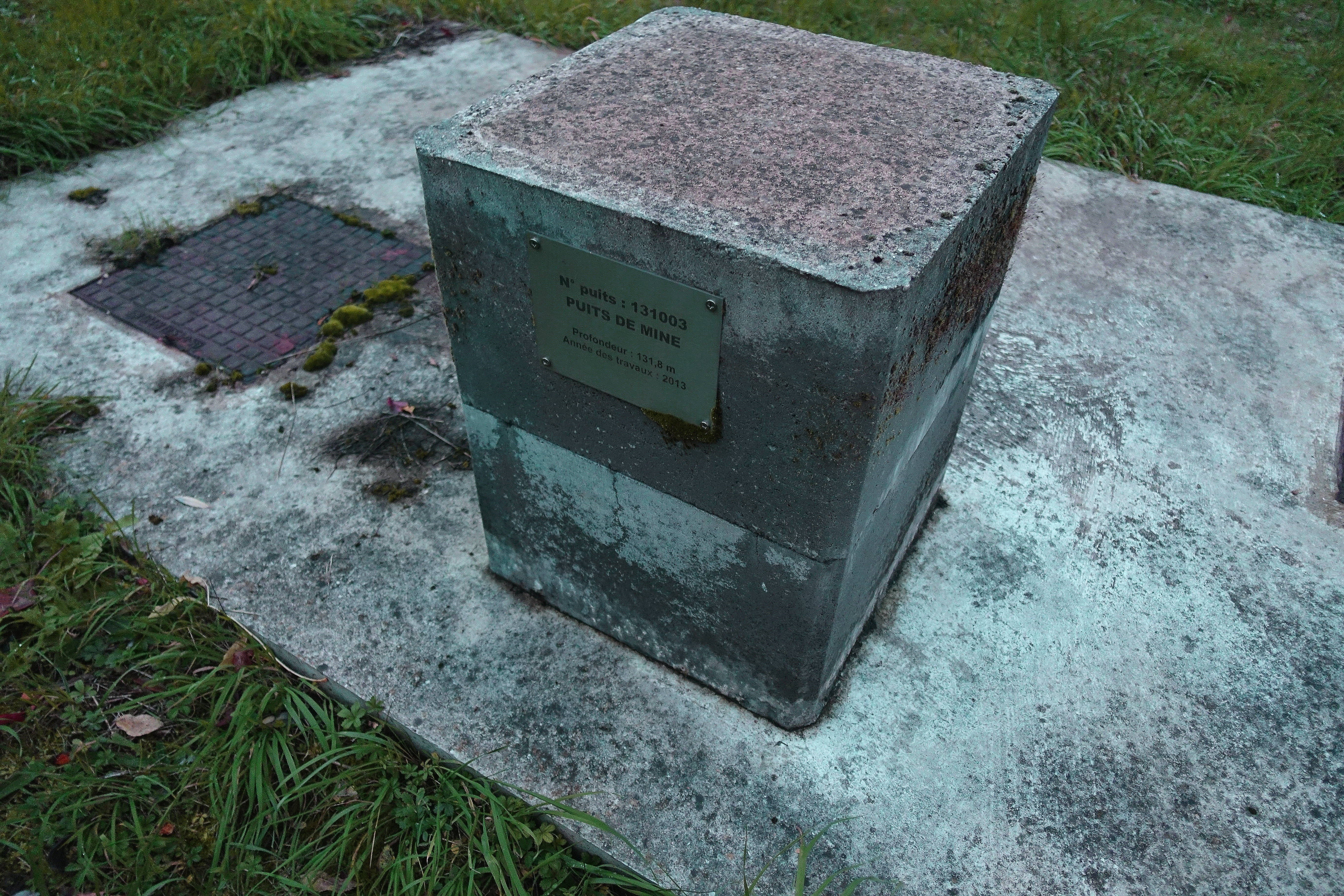
Ancien puits de mine à Vezin.
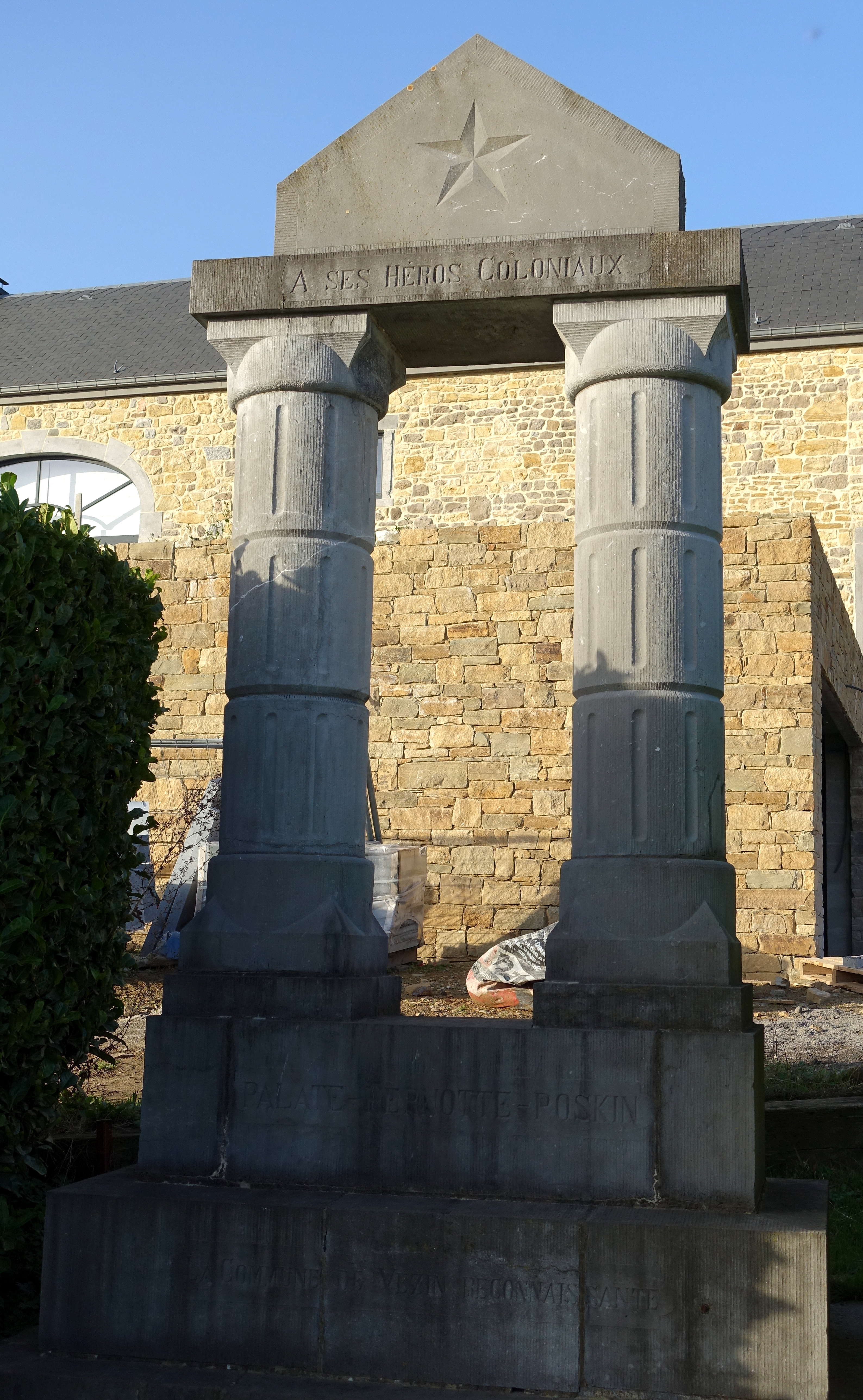
Mémorial aux héros coloniaux de Vezin.
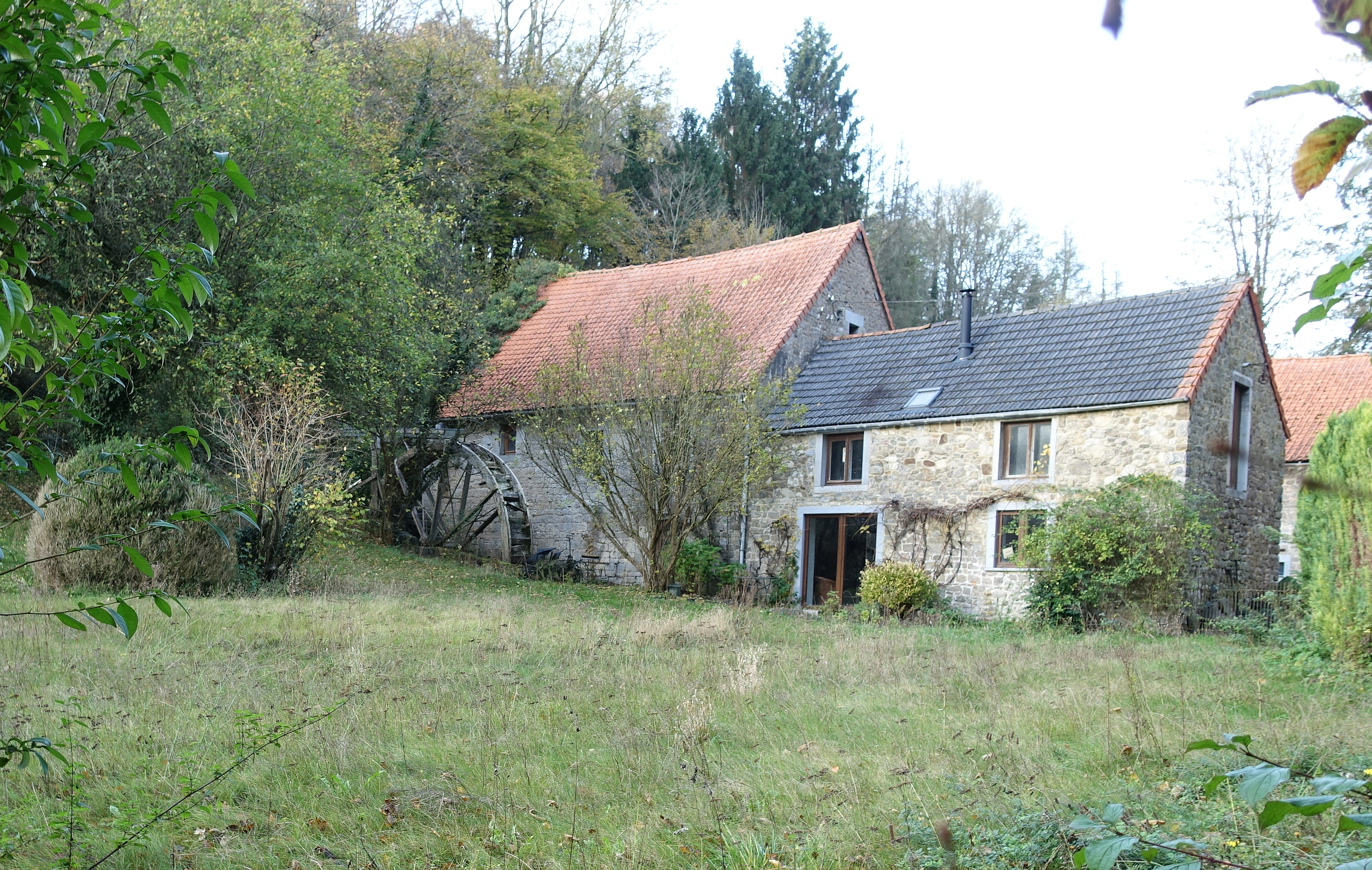
Ancien moulin de Brichebo.

## Économie

### Activité minière
Principalement au XIXe siècle, Vezin connut une importante activité minière, centrée sur l'exploitation d’oligiste. En 1881 est fondée la "Société des Minières Réunies de Houssoy et Ville-en-Warêt". Arnold Picard, ingénieur des mines, en devient le directeur lorsqu'il s'installe à Ville-en-Waret avec sa famille en 1887. La fermeture des dernières mines remonte au début du XXe siècle, vraisemblablement en 1901. Aujourd'hui il reste bien peu de traces de ce passé industriel, les puits étant généralement remblayés et les structures de surface démolies lors de l'arrêt des exploitations. Cependant, en se promenant dans la campagne environnante, on peut encore tomber, au fil des sentiers agricoles, sur quelques bosquets perdus dans les champs, ultimes traces de la présences des puits à une époque désormais lointaine.

## Vie associative

### Jumelages
Le village de Vezin est jumelé avec :
- Vezins (France) depuis janvier 1977 (commune de Maine-et-Loire, c'est un jumelage footballistique qui est à la base de cette rencontre)[8].